# Museo de Lachine
El Museo de Lachine (en francés: Musée de Lachine) está situado en el distrito Lachine de Montreal. El museo fue fundado en 1948, dos años después de que la ciudad de Lachine comprara la Maison Le Ber-Le Moyne.
El complejo del museo incluye el patrimonio de Le Ber-Le Moyne, una colección arqueológica clasificada, dos edificios del siglo XVII y un jardín de 50 esculturas contemporáneas. Esta zona corresponde a las tierras a lo largo del río San Lorenzo que René Robert Cavelier de La Salle  vendió en 1669 a Jacques Le Ber y Charles Lemoyne.

## Casa Le Ber-Le Moyne

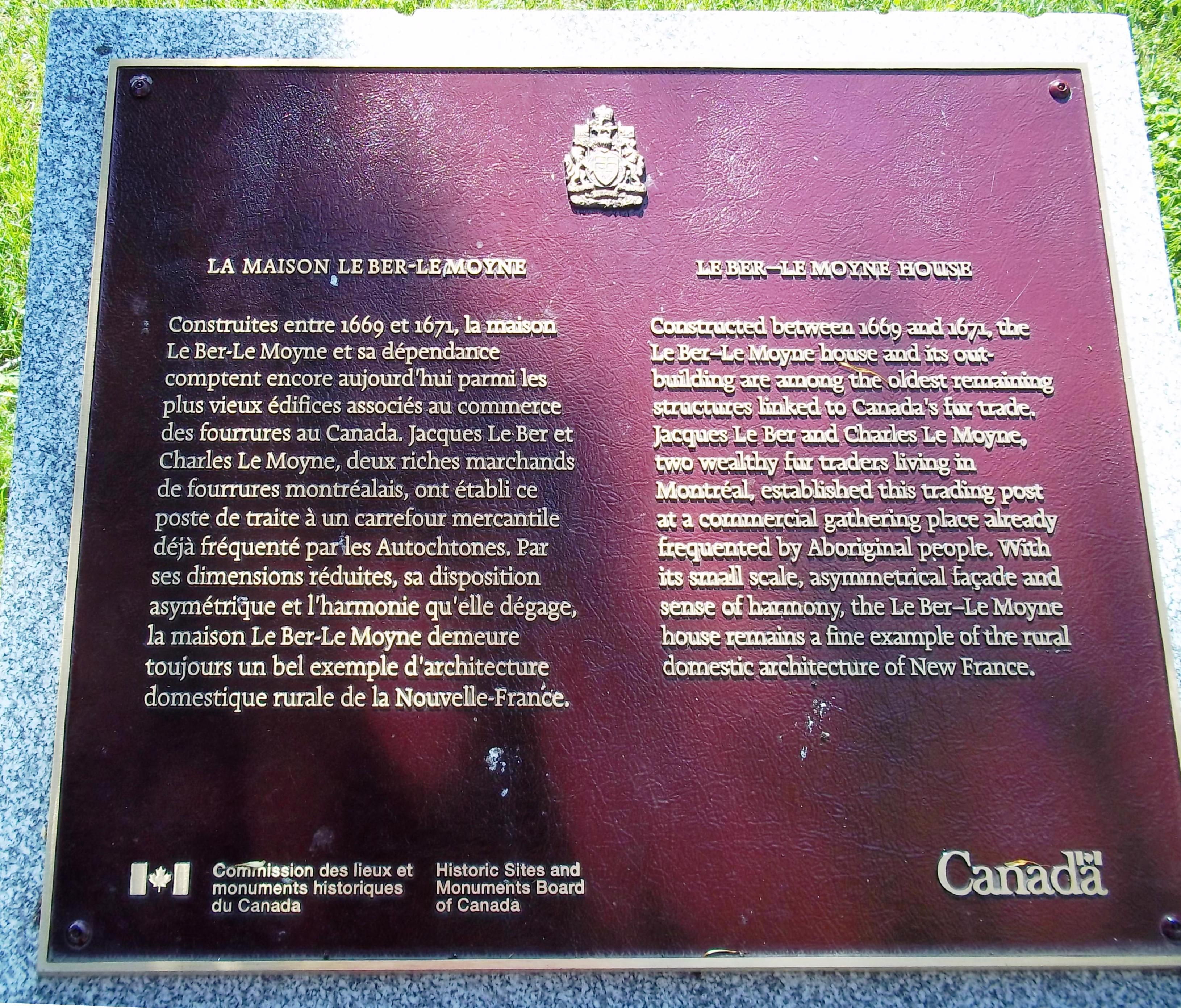
Placa conmemorativa.

Entre 1669 y 1671, los cuñados Charles LeMoyne y Jacques LeBer establecieron el primer comercio de pieles en Lachine. El edificio sirvió como comercio de pieles durante poco más de una década. Los dos comerciantes no vivían en el edificio, sino que lo usaban como lugar de trabajo para sus empleados. Situado río arriba de los rápidos de Lachine, era uno de los puntos estratégicos para controlar el comercio de pieles. La ubicación, en la cabecera de los rápidos de Lachine, favoreció el desembarco de canoas al abrigo de la corriente rápidamente creciente en esta parte del río San Lorenzo. Un inventario de la propiedad de Charles LeMoyne indica que los mercaderes dejaron de usar los edificios entre 1680 y 1685. Los hallazgos arqueológicos y los antiguos documentos notariales prueban que el edificio fue efectivamente utilizado con fines comerciales en el siglo XVII. Hoy en día, la Maison LeBer-LeMoyne sigue siendo el único elemento físico conocido que aún permanece en pie y que perteneció a la carrera profesional de Charles LeMoyne y que puede ser asociado con ella.
En 1687 el edificio fue comprado por Guillmont dit Lalande. Abandonó el sitio en 1698 después de la masacre de Lachine y se mudó a Montreal.
En 1695, Marguerite Chorel, esposa del soldado Guillaume de Lorimier, se convirtió en la propietaria del sitio. La pareja se estableció en Lachine alrededor de 1698. Viuda en 1709, Chorel hizo cultivar la tierra y compartió la casa con su hijo Claude Nicolas Guillaume de Lorimier y su hija Marie Jeanne de Lorimier hasta su muerte en 1736. A su muerte, transmitió el resto de sus derechos inmobiliarios a sus dos hijos. Claude Nicolas Guillaume y Marie Jeanne y su marido, el militar Joachim de Sacquespée, comparten la casa situada en el terreno de Marie Jeanne. El terreno y la casa se vendieron a la muerte de Marie-Jeanne en 1765.
El posadero irlandés Hugh Heney adquirió la parte suroeste de la granja Lorimier, incluyendo la casa, en 1765. Tres años después, contrató al carpintero Jean-Baptiste Crête para renovarlo. Heney actualizó la casa con la moda británica y la hizo más cómoda. En particular, reconstruyó el muro sur y añadió tres ventanas de buhardilla. Heney no vivía allí, pero tenía la tierra cultivada.
A partir de la década de 1840 y con la ampliación del Canal de la Maquinaria, parte de la tierra perdió su vocación agrícola y se subdividió para la construcción de viviendas para los trabajadores. El soldado retirado Edward P. Wilgress adquirió la propiedad en 1844. Es posible que la galería cubierta por la extensión del alero se haya añadido en este momento. Una obra de Frances A. Hopkins titulado "Wilgress House and Garden, Lachine" indica que la veranda ya estaba presente entre 1858 y 1860 y confirma la adición de tres buhardillas en el techo. La acuarela de H. Burnett en 1868 ilustra la galería delantera y un anexo de ladrillos en la parte trasera. La acuarela también muestra que los tocones de la chimenea han sido rehechos en ladrillo. J.E. Taylor produjo más tarde una acuarela de The Cottage. Lachine en 1869. Esta acuarela muestra que el invernadero fue construido antes de 1869.
Reconocida la antigüedad de la casa, el municipio de Lachine la adquirió en 1946 y abrió allí un museo en 1948. Entre 1981 y 1985 se realizaron importantes trabajos de restauración. La Casa y su anexo fueron despojados de casi todas las adiciones de los últimos siglos con el fin de consolidar los restos y restaurar los edificios lo más cerca posible de su estado original, teniendo en cuenta su evolución y las necesidades actuales.
Las excavaciones arqueológicas fueron realizadas entre 1998-2000 y 2009-2010 por la empresa Archéotec. La empresa Archéocène realizará las excavaciones de 2013-2014. Aunque los historiadores Léon Robichaud y Alan Stewart propusieron en 1999 que el edificio se quemó durante la masacre de Lachine en 1689 y fue reconstruido por Marguerite Chorel y su esposo Guillaume de Lorimier entre 1695 y 1698, las excavaciones arqueológicas realizadas por Archéotec entre 1998-2000 y 2009-2010 refutan esta hipótesis. Los arqueólogos no tienen pruebas de un incendio importante o de una extensión. Según Archéotec, la gran cantidad de artefactos relacionados con el comercio en el siglo XVII en las capas de ocupación existentes, incluido el cenicero, confirma la antigüedad de la casa6 . Las excavaciones arqueológicas realizadas por Archéotec entre 1998-2000 y 2009-2010 refutan esta hipótesis.

## Museo al aire libre de Lachine
Varias esculturas decoran el barrio desde Lachine hasta Montreal. Se encuentran en el sitio del Museo Lachine, en el parque René-Lévesque y en los parques ribereños de Lachine.
El Museo al aire libre de Lachine tiene sus orígenes en tres simposios de escultura celebrados en Lachine en 1985, 1986 y 1988. El propósito de los simposios de Lachine era adquirir un número de esculturas con vistas a crear un museo al aire libre. El proyecto se llevó a cabo con la ayuda de las organizaciones Sodip-Art y el Centre des arts contemporains de Montréal, dirigido por el artista-escultor Dominique Rolland. También creó una obra para la primera edición del simposio. Las industrias de Lachine participan en el proyecto y suministran el material, acero, hormigón y piedra, para la realización de las obras. Dos ediciones del Salón de la escultura en 1992 y 1994 se añadieron entonces a la serie de eventos sobre la escultura y enriquecen la colección del Musée plein air. Para enriquecer el corpus de esculturas, algunas fueron adquiridas posteriormente por el Museo de Lachine gracias a la generosidad de los donantes o a través de encargos y depósitos. La colección incluye obras de artistas de renombre como Linda Covit, Bill Vazan, Henry Saxe, Ulysse Comtois, Michel Goulet y Marcel Barbeau.
El Museo Lachine ofrece una serie de exposiciones y actividades gratuitas. Además del jardín de esculturas, el Museo alberga el patrimonio de LeBer-LeMoyne, una colección arqueológica clasificada, una colección de obras de arte y edificios del siglo XVII. Su dirección es 1, chemin du Musée. Se puede acceder a ella por la estación de metro de Angrignon y por los autobuses 110 y 195 del STM.